# Lukáš
Lukáš ist ein männlicher Vorname und Familienname.

## Herkunft und Bedeutung
Der Name ist die tschechische und slowakische Form von Lukas.

## Bekannte Namensträger

### Vorname
- Lukáš Bauer (* 1977), tschechischer Skilangläufer
- Lukáš Brož (* 1985), tschechischer Rennrodler
- Lukáš Brýdl (* 1986), tschechischer Grasskiläufer
- Lukáš Dlouhý (* 1983), tschechischer Tennisspieler
- Lukáš Došek (* 1978), tschechischer Fußballspieler
- Lukáš Hartig (* 1976), tschechischer Fußballspieler
- Lukáš Hlava (* 1984), tschechischer Skispringer
- Lukáš Hurník (* 1967), tschechischer Komponist
- Lukáš Jarolím (* 1976), tschechischer Fußballspieler
- Lukáš Kašpar (* 1985), tschechischer Eishockeyspieler
- Lukáš Klouček (* 1987), tschechischer Cyclocross- und Straßenradrennfahrer
- Lukáš Kolouch (* 1991), tschechischer Grasskiläufer
- Lukáš Konečný (* 1978), tschechischer Profiboxer
- Lukáš Krajíček (* 1983), tschechischer Eishockeyspieler
- Lukáš Kubáň (Fußballspieler) (* 1987), tschechischer Fußballspieler
- Lukáš Lacko (* 1987), slowakischer Tennisspieler
- Lukáš Mareček (* 1990), tschechischer Fußballspieler
- Lukáš Mensator (* 1984), tschechischer Eishockeytorwart
- Lukáš Ohrádka (* 1984), slowakischer Grasskiläufer
- Lukáš Pollert (* 1970), tschechischer Kanuslalomfahrer
- Lukáš Pražský (1460–1528), tschechischer Schriftsteller, Bischof und Theologe
- Lukáš Rešetár (* 1984), tschechischer Futsalspieler
- Lukáš Sáblík (* 1976), tschechischer Eishockeytorwart
- Lukáš Slavický (* 1980), tschechischer Tänzer
- Lukáš Vácha (* 1989), tschechischer Fußballspieler
- Lukáš Vecheta (* 1986), tschechischer Grasskiläufer
- Lukáš Waligora (* 1987), tschechischer Grasskiläufer
- Lukáš Zelenka (* 1979), tschechischer Fußballspieler

### Familienname
- David Lukáš (* 1981), tschechischer Komponist und Dirigent
- Petr Lukáš (* 1978), tschechischer Fußballspieler
- Zdeněk Lukáš (1928–2007), tschechischer Komponist